# Сан-Бенту (Порту-де-Мош)
Сан-Бенту (порт. São Bento) — район (фрегезия) в Португалии, входит в округ Лейрия. Является составной частью муниципалитета Порту-де-Мош. По старому административному делению входил в провинцию Эштремадура. Входит в экономико-статистический субрегион Пиньял-Литорал, который входит в Центральный регион. Население составляет 835 человек на 2011 год. Занимает площадь 39,70 км².